# Bragoc
Bragoc je ime drvenog ribarskog broda koji se koristio u sjevernom Jadranu. Ovaj tip drvenog broda sastojao se od dva jarbola, od kojeg je pramčani jarbol manji od krmenog, dužina od 13 metara i istisninu od 10 brt.
Bragoc je istarska inačica bracere, s tim što je on i ribarica, a za razliku od dalmatinske bracere ima dva jarbola s oglavnim jedrima. Paluba je duž cijelog broda, ima uzak pramac i široku krmu, te mali gaz i veliko kormilo koje seže duboko ispod kobilice čime se smanjuje opasnost od zanošenja. Tipičan je po tomu što mu je pramac uzak, a krma široka, na kraju gotovo pravokutna. Dužina mu je 8-13 metara, a nosivost 10-20 tona.

## Vanjske poveznice
- Bragoc Hrvatska tehnička enciklopedija, portal hrvatske tehničke baštine. LZMK